# Ahomadégbé
Ahomadégbé est un arrondissement du département de Couffo au Bénin. 

## Géographie
Ahomadégbé est une division administrative sous la juridiction de la commune de Lalo,. 

## Démographie
Selon le recensement de la population effectué par l'Institut National de la Statistique Bénin en 2013, Ahomadégbé compte 5 403 habitants.